# Ophioglossum yongrenense
Ophioglossum yongrenense là một loài dương xỉ trong họ Ophioglossaceae. Loài này được Ching ex Z.R. He & W.M. Chu mô tả khoa học đầu tiên năm 2001.